# Turpinia
Turpinia é um género botânico pertencente à família Staphyleaceae.